# 9003 Ralphmilliken
9003 Ralphmilliken este un asteroid din centura principală de asteroizi.

## Descriere
9003 Ralphmilliken este un asteroid din centura principală de asteroizi. A fost descoperit pe 24 octombrie 1981 la Observatorul Palomar de Schelte J. Bus. Asteroidul prezintă o orbită caracterizată de o semiaxă mare de 2,78 ua, o excentricitate de 0,07 și o înclinație de 5,3° în raport cu ecliptica.